# Stadtbücherei Coburg
Die Stadtbücherei Coburg ist die öffentliche Bibliothek der oberfränkischen Stadt Coburg. Sie befindet sich im Gebäude Herrngasse 17 zwischen Markt- und Schlossplatz.

## Geschichte
Im Jahr 1874 gründete der Coburger Kunst- und Gewerbeverein eine Volksbibliothek, die bis 1923 existierte und aus Platz- und Geldmangel geschlossen wurde. Die Bücherei wurde auch nach ihrem Leiter von 1910 bis 1923, dem Hofklempnermeister Franz Axthelm, Axthelmsche Volksbibliothek genannt. Fünf Jahre später, 1928, beschloss der Coburger Stadtrat die Trägerschaft für eine öffentliche Bibliothek zu übernehmen. Anfangs war die städtische Volksbücherei in der Jugendherberge im Brauhof untergebracht. Im Jahr 1930 zog sie in das städtische Gebäude Steinweg 4 und nach 1945 in das Rückgebäude des Palais Edinburgh. Der Coburger Unterbannführer der Hitlerjugend, Studienrat Franz Heimberger, seit dem 1. Februar 1929 Mitglied der NSDAP und unter anderem ab 1928 Leiter der städtischen Volksbücherei, organisierte am 7. Mai 1933 eine Bücherverbrennung.
Im Jahr 1967 folgte mit dem Umzug in den Neubau in der Herrngasse 17 der Wechsel der Stadtbücherei von der Thekenbibliothek zur Freihandbücherei. Die Leserinnen und Leser konnten selbst an die Regale gehen und ihr Buch auswählen. Im Jahr 1987 ließ die Stadt den Keller, wo bis dahin Magazine und Archivräume vorhanden waren, für die Kinder- und Jugendbücherei ausbauen und 1992 mietete sie Flächen im Nachbarhaus Herrngasse 19, später kaufte sie es. Dort sind die Musik- und Zeitschriftenabteilung untergebracht. Eine Zweigstelle befindet sich seit 1981 im Klinikum Coburg. Eine Außenstelle der Stadtbücherei in Lützelbuch wurde zum 31. März 2016 wegen zu geringer Ausleihen geschlossen.

## Bestand und Ausleihen
Als Bibliothek eines Oberzentrums soll die öffentliche Bücherei den gehobenen Bedarf abdecken. Sie besitzt eine Nutzfläche von 1020 Quadratmetern mit über 84.000 Medieneinheiten (Stand: 2018). Schwerpunkte sind Medien zur schulischen Bildung, Aus-, Fort- und Weiterbildung, Leseförderung, zur Medienkompetenz und Alltagsbewältigung. Als Besonderheit besitzt die Bücherei eine Musikabteilung. Bei der Franken-Onleihe, ein digitales Angebot von 22 teilnehmenden Bibliotheken aus ganz Franken, können zusätzlich über 50.000 digitale Medien heruntergeladen werden.
Im Jahr 2017 wurden 154.000 Medien ausgeliehen und 62.000 Besucher gezählt. Die Bücherei ist gebührenpflichtig. Sie nahm 2017 fast 74.000 Euro ein.